# Blackburn Beverley
Blackburn B-101 Beverley var ett fyrmotorigt propellerdrivet transportflygplan med kolvmotorer som flög första gången den 20 juni 1950 och tillverkades i sammanlagt 49 exemplar av Blackburn Aircraft på Broughs flygplats, East Riding of Yorkshire, England. 

## Historia
Första prototypen, tillverkad av dåvarande Blackburn and General Aircraft Limited, hade beteckningen GAL.60 Universal Freighter. Andra  prototypen, GAL.65, flög första gången i juni 1953. Royal Air Force beställde 47 exemplar år 1952. 
Flygplanet förfogade över ovanligt goda STOL-egenskaper: startsträckan med full last var 722 meter (över ett 15 meter hinder), landningsträckan bara 277 meter. Det var möjligt att starta och landa på landningsbanor av gräs, jord eller grus. Med hjälp av reversering var det möjligt att taxa bakåt. 
Beverley var högvingat och stjärten avslutades med en stabilisator med dubbla fenor. 
Flygplanet hade fast landställ och ett stort kvadratiskt lastrum med plats för 58 soldater, i stjärtpartiet fanns plats för 36 soldater. 
Alla Beverley levererades till brittiska Royal Air Force med undantag av de två prototyperna. 
Sista Beverley togs ur tjänst i augusti 1967, men sista flygningen ägde rum den 30 mars 1974, när Beverley XB259 landade på en 700 meter lång bana nära Kingston upon Hull för att blir museiflygplan.

## Haverier
Av 49 tillverkade Beverley förstördes 8, varav 2 genom sabotage på marken. Sammanlagt 38 personer dödades.

## Bildgalleri

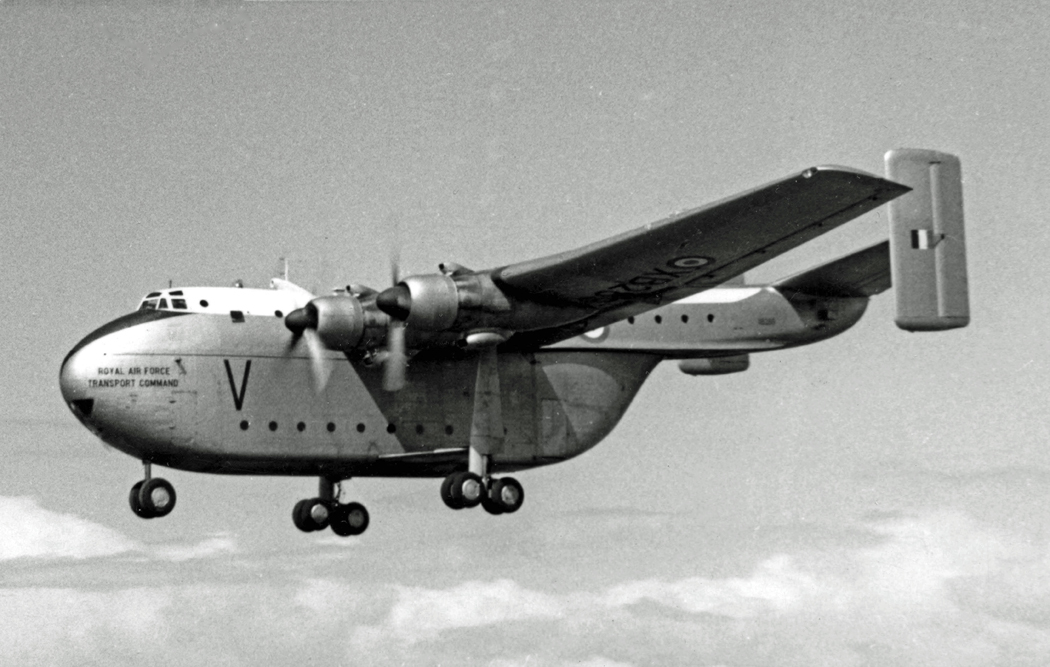
Beverley XB289, Blackpool 1957
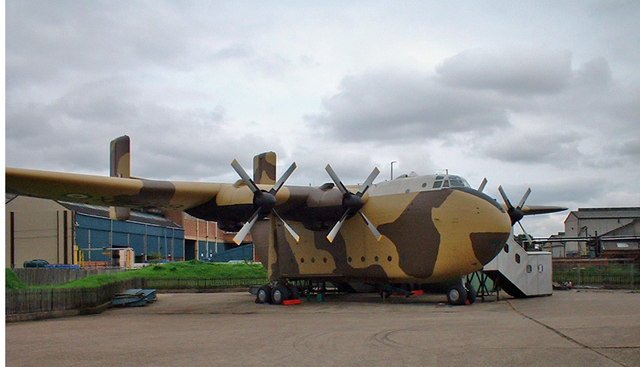
Beverley XB259 i  Museum of Army Transport, Beverley (Yorkshire) 2002
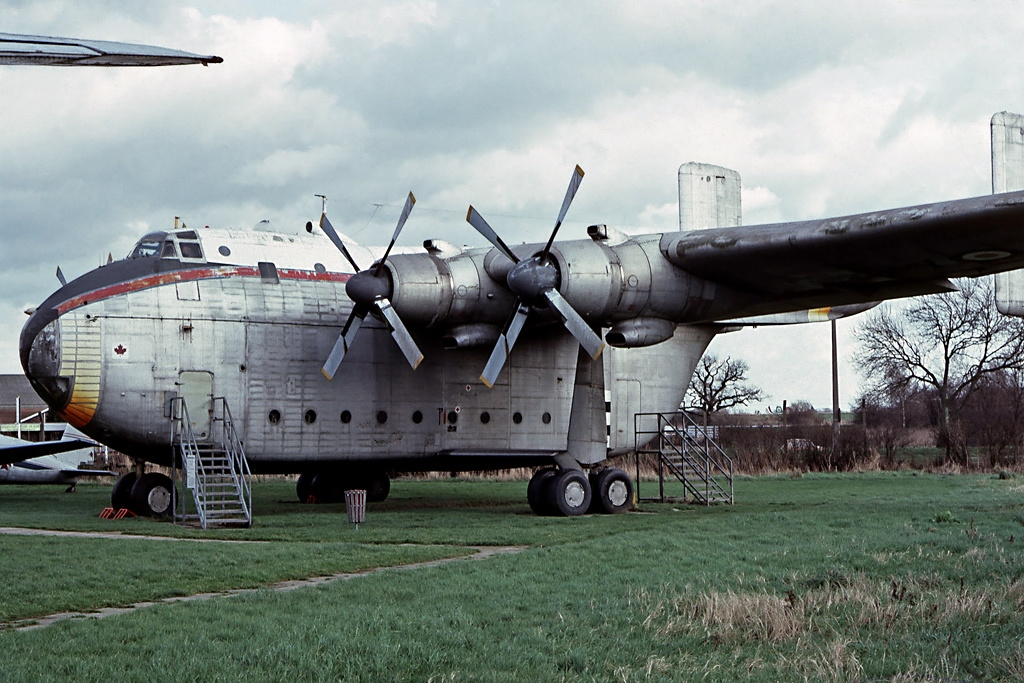
Beverley XB261, 1983

## Källhänvisningar